# Antonio López García
Antonio López García (Tomelloso (Ciudad Real), 6 de janeiro de 1936) é um artista plástico espanhol com obra nos campos da Pintura e Escultura. É um pintor realista, por vezes considerado tecnicamente hiper-realista, embora ele próprio o negue.

## Biografia
Filho de lavradores era o mais velho de quatro irmãos. A sua iniciação à pintura deu-se com seu tio António López Torres que era um pintor paisagista.
Foi para Madrid com a idade de treze anos, para preparar a sua admissão à Escola das Belas Artes, tendo acabado os estudos nessa academia em 1955, ano em que recebeu uma bolsa de estudo do Ministério da Educação espanhol e viajou para Itália onde conheceu de perto a pintura da Renascença Italiana.
Em 1961 casou com a sua colega de estudos, a pintora Maria Moreno, falecida em 2020. Entre os anos 1965 e 1969 foi professor da Real Academia de Belas-Artes de São Fernando, da qual é acadêmico eleito desde 2018.
No presente, Antonio López é o pintor espanhol vivo mais cotado. Em 2008, o quadro Madrid desde Torres Blancas foi leiloado em Christie's por 1,74 miIhões de euros.

## Exposições
- Staemptli Gallery de Nova Iorque (1965 a 1968)
- Museu Rainha Sofia de Madrid (1993)

## Prémios
- Prémio Príncipe das Astúrias (Princesa das Astúrias)- 1985

## Obra

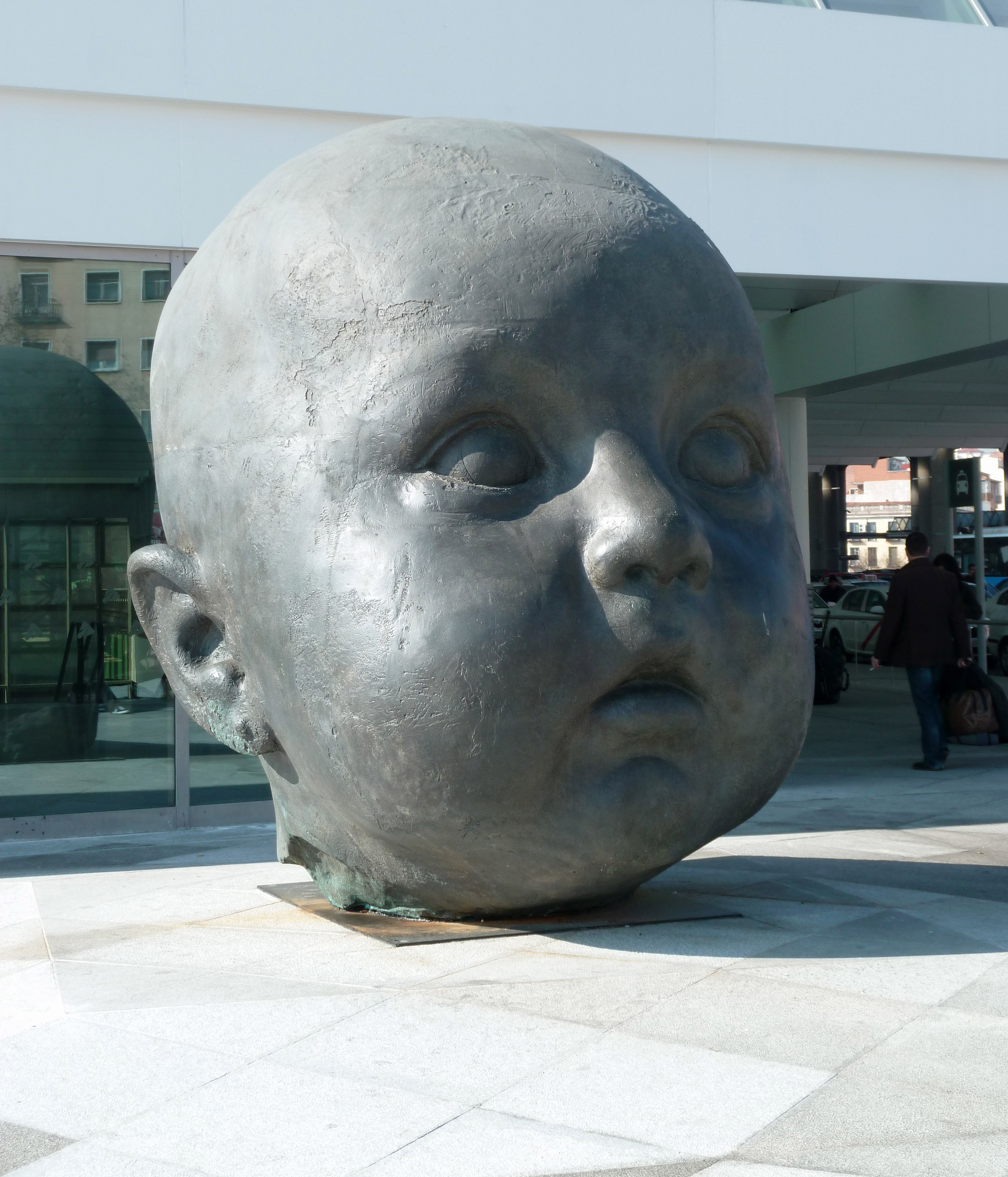
Día (2008). Estación de Atocha, Madrid.

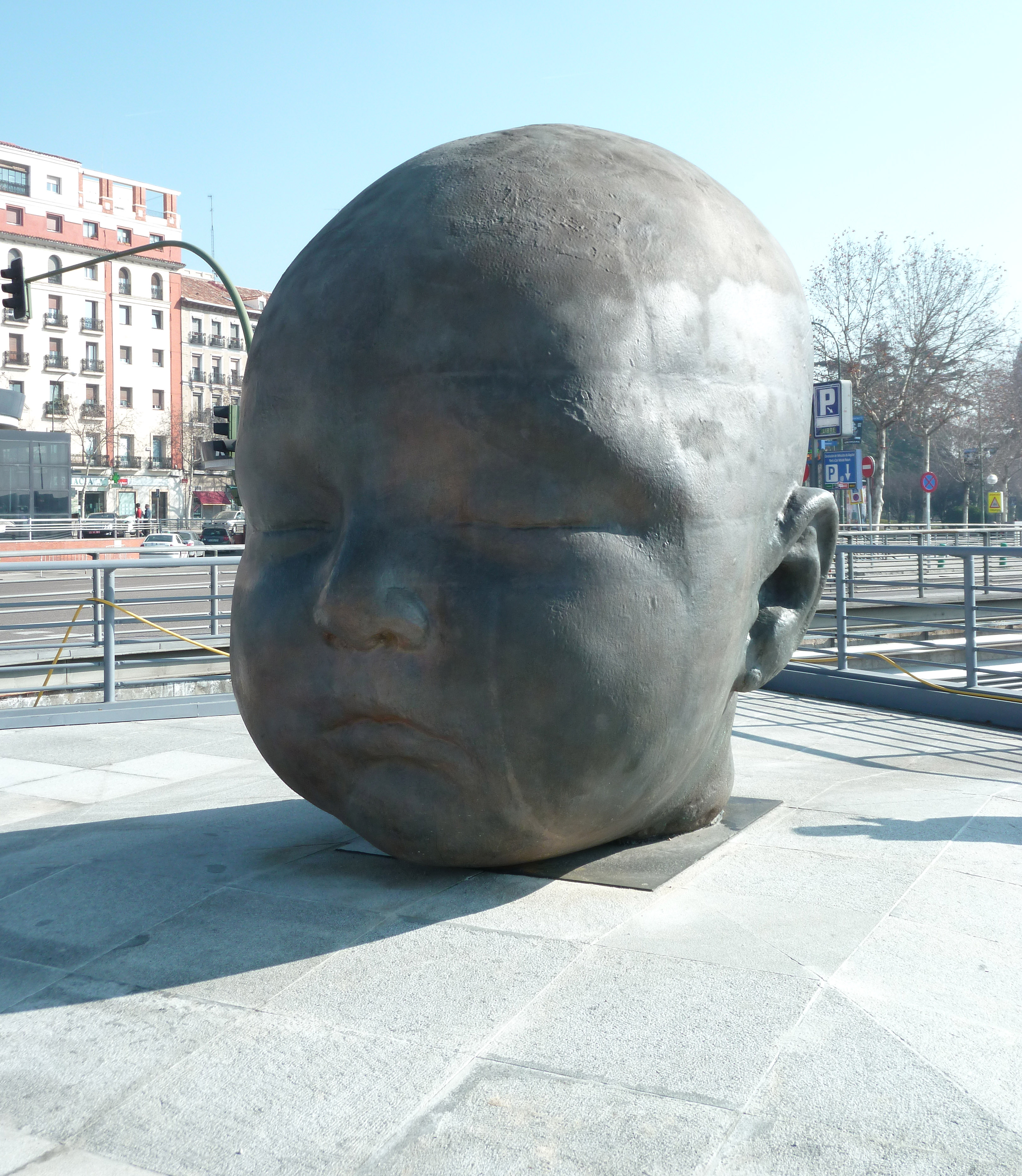
Noche (2008). Estación de Atocha, Madrid.

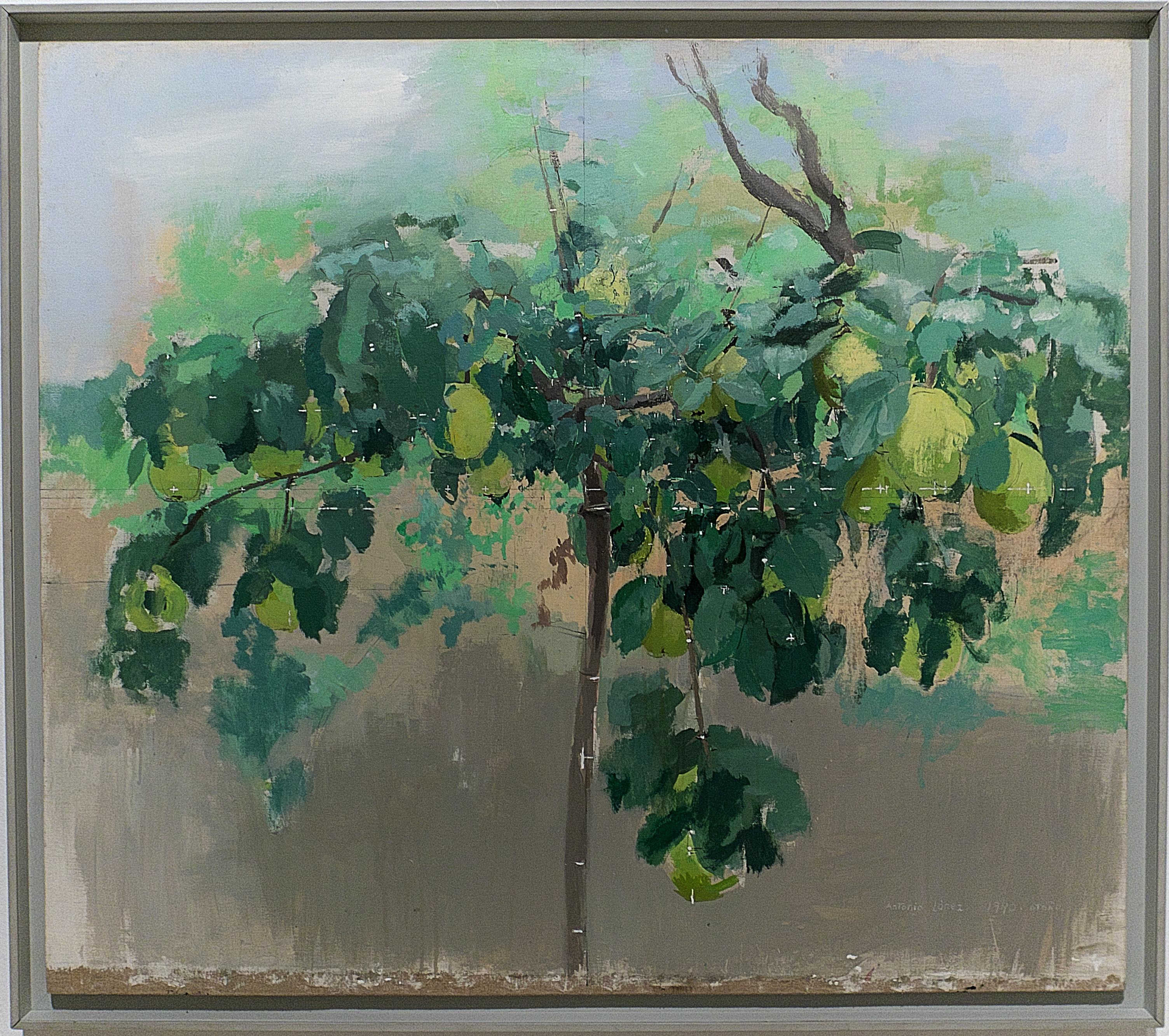
Membrillero. 1990

- 1953 - Desnudo y maniqui (óleo sobre lienzo, 124 × 104 cm)
- 1953 - Josefina leyendo
- 1954 - Mujeres mirando los aviones
- 1955 – Sinforoso y Josefa (óleo sobre tela, 62 x 88 cm)
- 1955 – La parra (óleo sobre tela, 48,5 x 48,5 cm)
- 1956 – Antonio y Carmen (óleo sobre tela, 60,5 x 83,5 cm)
- 1956 – Mis Padres (óleo sobre tela, 87,3 x 103,9 cm), Musée National d’Art Moderne, París[4]
- 1957 – La niña muerta (óleo sobre tela, 90 x 105 cm)
- 1959 – O Candeeiro (óleo sobre tabla, 100 x 130 cm)
- 1959 – Francisco Carretero y Antonio López Torres conversando (óleo sobre tabla, 70 x 96 cm)
- 1960 – Carmencita jugando (óleo sobre tela, 106,5 x 149,5 cm)
- 1960 – Carmencita de comunión (óleo sobre tabla, 100 x 81 cm)
- 1961 – Mari (óleo sobre tabla, 45 x 37 cm)
- 1961-1965 – Emilio y Angelines (óleo sobre tabla, 107,5 x 98,5 cm)
- 1961 – Calle de Santa Rita (óleo sobre tabla, 62 x 88,5 cm)
- 1961 – Josefa (litografía, 35 x 50 cm)
- 1961 – Mari (bronce 36,5 x 22,5 x 38 cm)
- 1962 – Mari en Embajadores (óleo sobre tabla, 80 x 75 cm)
- 1962-1963 – Madrid desde el Cerro del tío Pío (óleo sobre tabla, 101,5 x 129,5 cm)
- 1962-1990 – Terraza de Lucio (óleo sobre tabla, 130,5 x 201,5 cm)
- 1963 – La alacena (óleo sobre tabla, 200 x 100 cm)
- 1963 – La aparición (madera policromada 54,5 x 80 x 13,5 cm)
- 1963 – Mujer durmiendo (madera policromada 121 x 205 x 12 cm)
- 1964 – Atocha (óleo sobre tabla, 95 x 105 cm)
- 1964 – El Norte de Madrid visto desde “La Maliciosa” (óleo sobre tabla, 130 x 200 cm)
- 1965-1966 – El aparador (óleo sobre tabla, 244 x 127 cm)
- 1965-1970 – Madrid La Para u Observatorio (óleo sobre tabla, 122 x 244 cm)
- 1965-1985 – Madrid Sur (óleo sobre tela, 153 x 244 cm)
- 1965 – Vaso con flores y pared (óleo sobre tabla, 44 x 37 cm)
- 1965-1968 – Carmencita (Barro)
- 1966 – Los novios (óleo sobre tela, 120 x 104 cm)
- 1967 – Figura en una casa (óleo sobre tabla, 85 x 124 cm)
- 1967 – Lavabo y espejo (óleo sobre tabla, 98 x 83,5 cm)
- 1968-1990 – Hombre y Mujer (Madera: hombre 195 x 59 x 46 cm, Mujer 169 x 42,5 x 38 cm)
- 1969-1970 – Estudio con tres puertas (lápiz sobre papel, 98 x 113 cm)
- 1969 – El jardín de atrás (óleo sobre tabla, 86,5 x 100 cm)
- 1970 – La Luz eléctrica (óleo sobre papel, 122 x 100,5 cm)
- 1971 – Restos de comida (lápiz sobre papel, 42 x 54 cm)
- 1971-1972 – Cuarto en Tomelloso (lápiz sobre papel, 81 x 69 cm)
- 1972 – María (lápiz sobre papel, 70 x 53 cm)
- 1972 – Conejo desollado (óleo sobre tabla, 53 x 60,5 cm)
- 1972-1975 – Casa de Antonio López Torres (lápiz sobre papel, 82 x 68 cm)
- 1974-1981 – Gran Vía (óleo sobre tabla, 90,5 x 93,5 cm)
- 1976-1982 – Madrid visto desde Torres Blancas (óleo sobre tabla, 145 x 244 cm)
- 1977-1980 – Lirios y rosa (óleo sobre tabla, 66,5 x 66,5 cm)
- 1977-1990 – Gran Vía, clavel (óleo sobre tela sobre tabla, 119,5 x 124 cm)
- 1989- Ciruelo (lápiz sobre papel, 73 x 87 cm)
- 1990- Árbol de membrillo (lápiz sobre papel, 104 x 120 cm)
- 1990-1994 – El campo del Moro (óleo sobre tela sobre tabla, 190 x 245 cm)
- 1991-1994 – Nevera nueva (óleo sobre tela, 240 x 190 cm)
- 1987-1994 – Madrid desde Capitán Haya (óleo sobre tela sobre tabla, 184 x 124 cm)
- 1994- Membrillos y calabazas (lápiz sobre papel, 75 x 90 cm)
- 1994-1995 - Calabazas (lápiz sobre papel, 72,7 x 90,8 cm)
- 2003 – Hombre (Bronce, 200 x 60 x 40 cm)
- 1990-2004 – Afueras de Madrid desde el cerro Almodóvar (óleo sobre tela, 180 x 180 cm)
- 1997-2006 – Madrid desde la torre de bomberos de Vallecas (óleo sobre tela, 250 x 406 cm)
- 2010- La mujer de Coslada (Bronce, 5 m de alto, 3000 kg de peso)
- 1994-2014 - La familia de Juan Carlos I (óleo sobre tela, 300 x 339,5 cm)